# Grazi Egyetem
A Grazi Egyetem (hivatalosan Grazi Károly–Ferenc Egyetem, németül Karl-Franzens-Universität Graz, röviden KFU vagy KFU Graz, latinul Carolo-Franciscea Universitas Graciensis) Stájerország legnagyobb egyeteme, a Bécsi Egyetem után pedig Ausztria második legrégibb egyeteme. Mai neve Károly osztrák főherceg és Ferenc osztrák császár nevéből származik. 1585. január 1-jén alapították, bár II. Rudolf császár alapító levelének bemutatása csak 1586. április 14-én történt meg. Az egyetemi templom 1985 óta a Leechkirche.

## Története

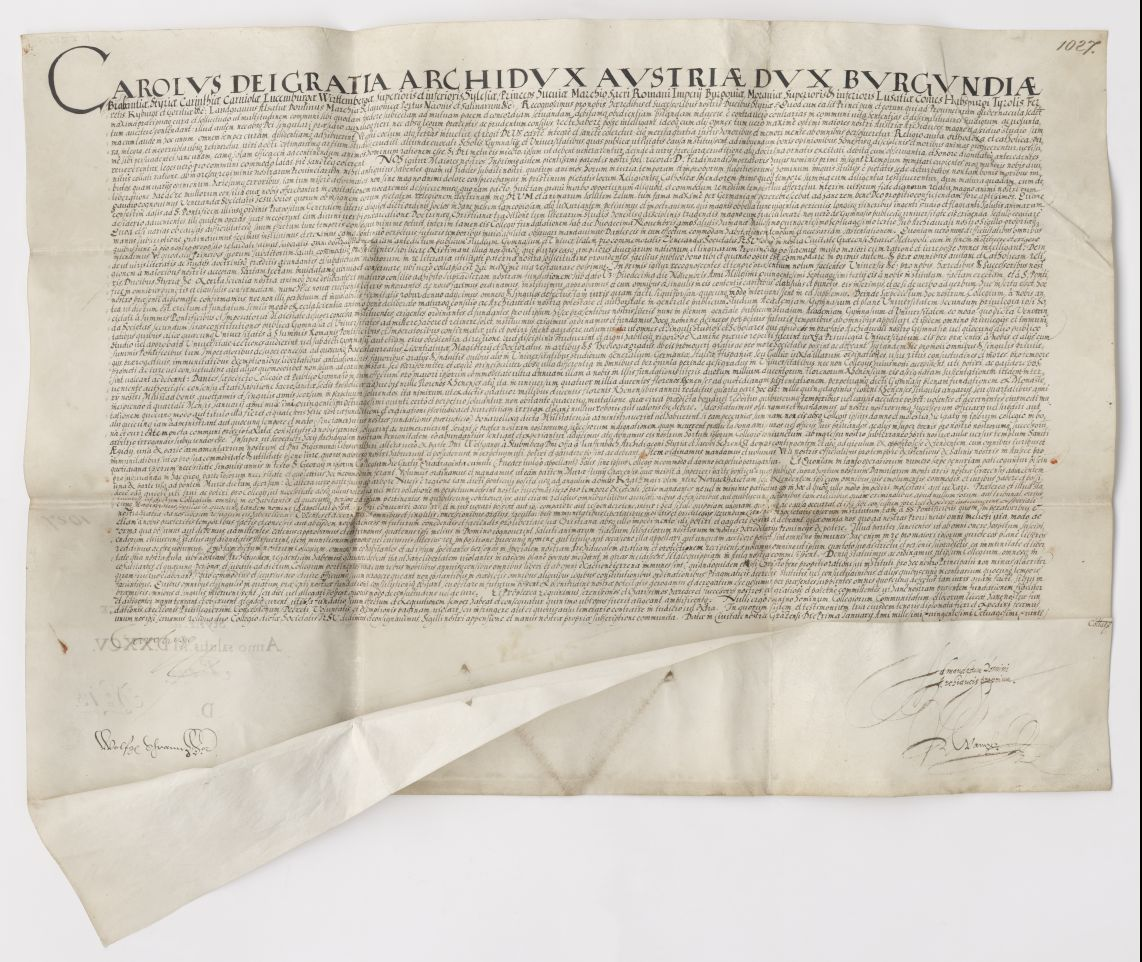
A Grazi Egyetem alapító levele, II. Károly főhercegtől, 1585. január 1. Stájerországi Tartományi Levéltár I.Ö., Urk. 575. szám, 1585. I. 1,, Graz

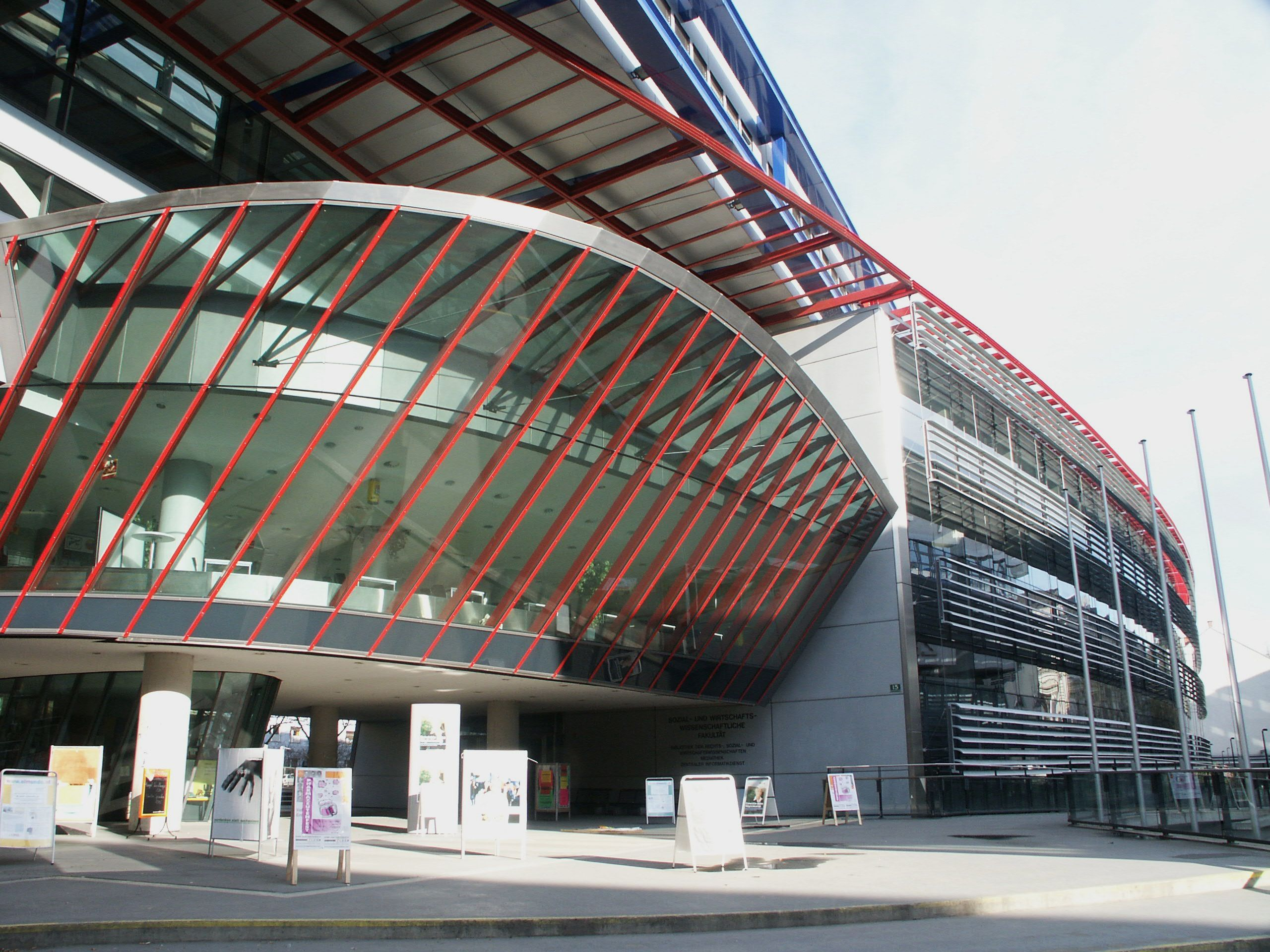
A Grazi Egyetem Jogi Karának valamint Társadalom- és Gazdaságtudományi Karának (ReSoWi) épülete

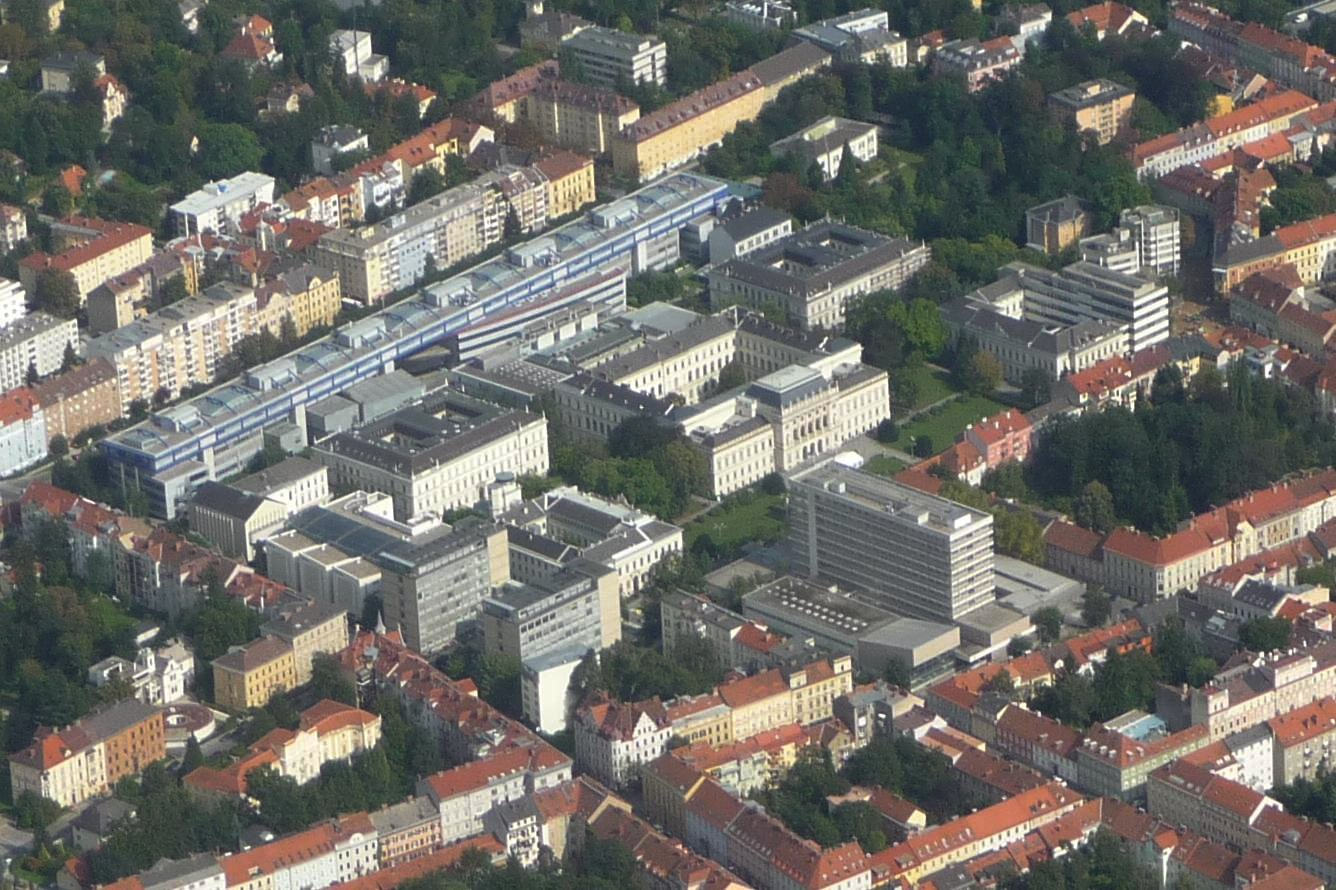
Légi felvétel a kampuszról

Az egyetemet 1585. január 1-jen alapították, de II. Károly osztrák főherceg csak 1586. április 14-én adta át a jogarral és pecséttel ellátott alapító levelet ünnepélyesen a jezsuita tartományfőnöknek és egyúttal az első rektornak, Heinrich Blyssem S.J. atyának (1526–1586) a gráci Szent Giles-plébániatemplomban, a mai grazi székesegyházban. Az újonnan alapított egyetemet avégett adták át a jezsuitáknak, hogy minden társadalmi osztály elit oktatást kapjon.
Pápai és császári megerősítő levél pecsételte meg az egyetem szuverén létrejöttét. Ezek a dokumentumok garantálták az egyetem teljes autonómiáját, valamint különleges bírósági és adójogi kiváltságait. Az alapító eredetileg teljes egyetemet képzelt el négy karral, de kezdetben csak kettő volt belőle. A  teológiai kar feladata egy új, megbízható papság kinevelése volt, a művészeti kar pedig a szabad művészetek (septem artes liberales) – a filozófiai tudományágak – oktatásával foglalkozott.
A jezsuita rend 1773-as megszüntetése után az egyetemet az állam vette át, és a teológiai karon a szerzeteseket kivétel nélkül világi papok váltották fel. A képzés célja a hű közalkalmazottak vonzása és csak a gyakorlatban használható tudás átadása volt. 1778-ban megalapították a jogi kart, majd 1782-ben II. József császár vezetésével az egyetemet líceummá alakították, és létrehozták az orvosi-sebészeti fakultást.
Az egyetemet I. Ferenc császár újjáépíttette 1827-ben. Wilhelm von Humboldt 1848-as egyetemi reformja után az oktatás és a tanulás szabadságát magas fokú egyetemi autonómiával vezették be. Az egyetem így a tudomány hordozójává vált, a hallgatókat tanulmányaik során meg kellett ismertetni a tudományos kutatással („Oktatás a tudományon keresztül”). Ez az alapstruktúra – a nemzetiszocializmus 1938–1945 közötti időszakától eltekintve – lényegében 1975-ig fennmaradt.
Ausztria 1938-as Anschlussa után számos elbocsátás történt. Köztük volt a Nobel-díjas Otto Loewi, Victor Franz Hess és Erwin Schrödinger. 1941-ben az egyetemet Karl-Franzens-Reichsuniversität Graz, 1942-ben pedig Reichsuniversität Graz névre keresztelték.
Az 1975-ös egyetemi reform véget vetett a professzorok egyetemének, az összes testület a tudományos középszintű személyzettel és a hallgatók széles körű részvételével működött. Az 1993. évi egyetemi szervezeti törvény hatálybalépése – amely részleges autonómiát és részleges jogképességet biztosított – 2000. december 3-tól lehetővé tette, és folytatta ezt a fejlődést a teljes autonómia és a független jogi személyiség felé a 2002. évi egyetemi törvény keretein belül.
2017 elején vita alakult ki a kortárs történelem tanszékvezetőjének kinevezési eljárásában Helmut Konrad nyugdíjba vonulása után. Pieter M. Judson bíráló megjegyezte, hogy nem a legalkalmasabb jelentkezőket vették figyelembe, és tiltakozásul végül a bizottság lemondott. A „német kötélcsapatok” vagy a „tübingeni kör” vannak soron. Kritizálták azt is, hogy csak német és svájci pályázókat választottak, osztrákokat viszont nem. Míg Klaus Zeyringer figyelmeztetett a „néma kapcsolatra”, Klaus Hödl bírálta a kortárs történelem „elnémetesítésének” kurzusát a házban, és figyelmeztetett a kulturista érvekre, különösen a német jelentkezőkre. A folyamatot, a jelöltek kiválasztását és a szakértők kinevezését más tudósok is bírálták. A különböző médiumok beszámoltak az esetről. Erre Neuper rektor így reagált: „Kötelesek vagyunk a professzori posztokat nemzetközi szinten meghirdetni. A kinevezéseket nem származás, hanem inkább képesítés alapján végzik." A kinevezési folyamat megszakadt, mivel a felülvizsgálat azt mutatta, hogy „nem minden megfelelő pályázónak volt lehetősége csatlakozni a külső értékelési folyamat biztosítása”.

## Szervezeti felépítése
A 2002. évi egyetemi törvény 20. cikkelyének 4. bekezdésével összhangban hat karra oszlik:
- Katolikus Teológiai Kar
- Jogi Kar
- Társadalom- és Gazdaságtudományi Kar
- Bölcsészettudományi Kar
- Természettudományi Kar
- Környezettudományi, Regionális és Neveléstudományi karok

Az önálló Orvostudományi Kart a 2002. évi egyetemi törvény hozta létre 2003 folyamán, amikor 2004. január 1-jétől megszakadt kapcsolata saját egyetemével, a grazi orvosi egyetemmel.
A Környezetvédelmi, Regionális és Neveléstudományi Kar létrehozásával a grazi egyetem 2007 októbere óta ismét hat karra oszlik.
Társadalmi szerepének megerősítése és interdiszciplináris intézményesítése érdekében létrejött az ún. „7. kar” a társadalom, a tudás és a kommunikáció központja.
2011-ben a Grazi Egyetem, a Grazi Orvostudományi Egyetem és a Grazi Műszaki Egyetem letették a szerves orvosi kutatás alapjait, s az elindított biotechnológia fejlesztések és orvosi alkalmazásokkal a BioTechMed-Graz kezdeményezte az együttműködést és hálózatépítést ezeken a területeken.
A NAWI Graz stratégiai együttműködése 2004 óta létezik a grazi Műszaki Egyetemmel, amelynek keretében a Természettudományi Kar nagy része együttműködik a Műszaki Egyetem kapcsolódó tanszékeivel a kutatás és az oktatás területén. Az első közös kémiai, molekuláris biológiai és földtudományi tanulmányok a 2006/2007-es téli félévben kezdődtek. Időközben a molekuláris biológia, a kémia, a geotudományok, az USW NAWI TECH, a matematika és a fizika tantárgyak összes alap- és mesterképzését együttműködésben kínálják.
2000 óta az egyetem stratégiailag „Délkelet-Európára” összpontosít, és 2008-ban megalapították a Délkelet-Európa interdiszciplináris kompetencia központot (a mai Délkelet-európai Tanulmányok Központját). Ezenkívül a Jogi Kar megszervezte a „Délkelet-európai jog és az európai integráció (LL. M.)“ – LLM-program megalapozott posztgraduális oktatást kínál Délkelet-Európa régiójában, felkészülést kínálva nekik az Európai Unió bővítésének következő fordulójára.
Az egyetem a Fenntartható Egyetemek Szövetségének tagja, amelyet 2012-ben alapítottak azzal a céllal, hogy elősegítsék a fenntarthatóságot az egyetemeken.
Az ÖH Uni Graz a grazi egyetem hallgatóinak jogi képviselője.
Könyvtára a Grazi Egyetemi Könyvtár.

## Nobel-díjasok
- Fritz Pregl, 1923: kémia - Grazban 1913-tól 1930-ban bekövetkezett haláláig
- Julius Wagner-Jauregg, 1927: orvostudomány - Grazban 1889 és 1893 között
- Erwin Schrödinger, 1933: fizika - Grazban 1936 és 1938 között
- Otto Loewi, 1936: gyógyszerészet - Grazban 1909 és 1938 között
- Victor Franz Hess, 1936: fizika - Grazban 1893 és 1906 között (képzés), valamint 1919 és 1931 között, valamint az 1937/38-ban tanárként
- Gerty Cori, 1947: gyógyszerészet - 1922 előtt Grazban dolgozott
- Ivo Andric, 1961: irodalomtudomány - doktorátust itt szerzett 1924-ben a boszniai és hercegovinai oszmán időszak lelki életéről szóló disszertációjával
- Karl von Frisch, 1973: orvostudomány - Grazban 1946 és 1950 között
- Peter Handke, 2019: irodalom - Grazban 1961 és 1965 között

## Magyar tanárai
- Aczél János (matematikus) az egyetem díszdoktora (1995)
- Alexits György (matematikus)
- Gallus Sándor magyartanár, tolmács
- Roboz Zoltán zoológus, író
- Perintfalvi Rita teológus [10][11]

## Magyar diákjai
- Almásy György jogász, utazó
- Lippay György prímás, esztergomi érsek
- Menyhay Imre közgazdász, egyetemi tanár
- Takáts Gyula költő, író

## Más ismert kutatói
- Ludwig Boltzmann (1844–1906) fizikus
- Csáky Móric (* 1936) történész, művelődéstörténész
- Paul Guldin (1577–1643) csillagász, matematikus
- Franz Krones (1835–1902) történész
- Ernst Mach (1838–1916) fizikus
- Joseph Schumpeter (1883–1950) közgazdász
- Franz Karl Stanzel (* 1923) anglicista, irodalomtudós
- Alfred Wegener (1880–1930) a kontinenssodródás-elmélet megalkotója

## Továbbiak
- Johann Eberhard Neidhardt, SJ (1607–1681) teológus és politikus, a római katolikus egyház bíborosa
- Aquiline Julius Caesar (1720–1792) stájer történész és ágostai kanonok, ő írta meg Stájerország első átfogó történetét
- Caspar Royko (1744–1819) lelkész, teológus és egyetemi tanár
- Franz Xaver Gmeiner (1752–1828) filozófus, teológus, egyháztörténész és kánonjogász
- Johann Ritter von Kalchberg (1765–1827) költő, dramaturg, regényíró és történész
- Franz Ilwof (1831–1916) pedagógus, jogtudós és helykutató
- Karl Stürgkh (1859–1916) politikus és földbirtokos, osztrák miniszterelnök, 1911–1916
- Gross Ottó (1877–1920) pszichiáter és pszichoanalitikus
- Alois Hudal (1885–1963) teológus, a második világháború után nemzetiszocialista menekülőket mentette. A római katolikus egyház püspöke
- Ernst Kaltenbrunner (1903–1946) osztrák nemzetiszocialista (SS-funkcionárius, 1943-tól a háború végéig a Biztonsági Rendőrség és az SD vezetője, valamint a Birodalmi Főbiztonsági Hivatal vezetője); a második világháború főbb háborús bűnösei
- Friedrich August von der Heydte (1907–1994) ügyvéd, katonatiszt és politikus
- Heinrich Harrer (1912–2006) hegymászó, világutazó, újságíró, szerző
- Matthias Konrad (*1943) Leoben volt polgármestere
- Werner Fenz (1944–2016) művészettörténész, kiállítási kurátor és a Közterület Művészeti Intézetének sok évig igazgatója[12]
- Irmgard Griss (*1946) bíró, a 2016-os osztrák szövetségi elnökválasztás jelöltje
- Valentin Inzko(wd) (*1949) osztrák diplomata, főképviselő
- Ivo Josipović (*1957) horvát politikus, jogtudós, zeneszerző, Horvátország elnöke (2010–15)
- Johannes Fragner (*1963) a seckaui apátság apátja
- Andreas Liebmann(wd) (*1967) osztrák diplomata
- Hajredin Kuçi (*1971) koszovói politikus, igazságügyi miniszter
- Michaela Kohlweiß (*1973) Karintia regionális rendőrségi igazgatója
- Valentina Vlasic (*1980), osztrák művészettörténész, kurátor

## Fordítás
Ez a szócikk részben vagy egészben  az   Universität Graz című német Wikipédia-szócikk ezen változatának fordításán alapul.  Az eredeti cikk szerkesztőit annak laptörténete sorolja fel. Ez a jelzés csupán a megfogalmazás eredetét és a szerzői jogokat jelzi, nem szolgál a cikkben szereplő információk forrásmegjelöléseként.